# سراب باغ
سراب باغ (بالفارسية: سراب‌باغ) هي منطقة سكنية تقع في إيران في Sarab Bagh District. يقدر عدد سكانها بـ 2,273 نسمة .